# Раскаты грома (роман)
«Раскаты грома» (англ. The Sound of Thunder) — роман  Уилбура Смита, второй в серии «Кортни». Продолжение книги «Когда пируют львы». Впервые издан в 1966 году.

## Содержание
Англо-бурская война. Шон Кортни и его сын Дирк, оказавшись в начале войны на бурской земле, пытаются пробиться из Претории на свою территорию вместе с Руфь Голдберг, у которой муж является офицером британской армии. Шон влюбляется в неё и во время грозы они зачинают ребенка, впоследствии при рождении так и названной Буря. На следующий день Руфь покидает Шона, а сам Шон попадает в плен к бурам. Но командиром буров оказался брат Катрин Ян Паулюс Леруа и он отпускает своего шурина и племянника на свободу.
Шон уходит на фронт, поступив под командование Сола, и узнает, что Сол и есть муж Руфи. В сражение с бурами Шон спасает жизнь Солу, в результате чего они становятся лучшими друзьями. Шон же начинает чувствовать вину перед ним за то, что именно он является отцом Бури.
В тылу на лечении Шон убеждается в неутихающей ненависти Энн к нему и настороженному отношению Майкла, который и не подозревает, что Шон его отец. В армии Гаррик игнорирует брата, но Шона назначают майором отряда коммандос, которым предстоит действовать как раз против своего знаменитого бурского родственника. В конце войны в ходе битвы, в которой гибнет Сол, Шон берет в плен Леруа.
Послевоенная жизнь Шона с Руфь омрачается противостоянием обоих братьев и непростыми отношениями Дирка с мачехой, который из мести устроил пожар на плантациях, но сам чуть не гибнет в нем и ставит на грань разорения своего отца. Из огня Дирка вытаскивает Майкл, в результате между ним и Шоном завязывается дружба. Шон навещает могилу Сола и находит на поле битвы останки мула с золотом буров, что спасает его от банкротства. Конфликт с Гарриком достигает пика, когда оба брата баллотируются на один избирательный пост.
Книга заканчивается смертью обезумевшей Энн и примирением братьев, но начинается новая вражда — Шона и его сына Дирка.